# Jennerstraat
De Jennerstraat is een relatief korte straat in Amsterdam-Oost.

## Geschiedenis  en ligging
De straat werd op 15 maart 1904 van een naam voorzien door de gemeente Watergraafsmeer. Die gaf als naam op Emmalaan. Toen de gemeente Amsterdam de Watergraafsmeer in 1921 annexeerde voorzag zij de straat van een nieuwe naam Jennerstraat, naar de medicus Edward Jenner; Dit gebeurde pas ruim een jaar later, het is dan 22 maart 1922. Amsterdam had in Amsterdam-Zuid al een Emmalaan en Emmaplein; een Emmalaan erbij zou tot verwarring leiden. Meerdere straten werden toen vernoemd naar medici. Meerdere plaatsen in Nederland en België hebben straten naar Jenner vernoemd als dan niet met de voornaam erbij. 
De straat begint als zijstraat van de Middenweg (tussen huisnummer 142 en 144), die wel haar originele naam behield; ze was immers de weg die de Watergraafsmeer door midden sneed en snijdt. Jennerstraat eindigt op het Robert Kochplantsoen vernoemd naar medicus Robert Koch. Ze ligt in de wijk Frankendael met buurt Tuindorp Frankendael. 
In de straat is geen kunst in de openbare ruimte geplaatst. De straat is vanwege haar nauwheid niet geschikt voor openbaar vervoer.

## Gebouwen
De oneven huisnummers aan de zuidkant lopen op van 1 tot en met 39; de even huisnummers aan de noordzijde van 2 tot en met 28. De bebouwing valt in vier duidelijk te onderscheiden delen uiteen:
- Jennerstraat 1-3, een dubbele villa uit 1903
- Jennerstraat 5-39, strokenbouw uit circa 1970
- Jennerstraat 2-8, een blokje van vier huizen met kanteelachtig uiterlijk uit circa 1921
- Jennerstraat 10-28, deels Amsterdamse Schoolstijl.

### Jennerstraat 1-3
Jennerstraat 1-3 dateert nog uit de periode dat Watergraafsmeer hier nog de dienst uitmaakte. Het prestigieuze NV Forensenpark liet op de noordwestelijke hoek Middenlaan en Kruislaan een aantal villa’s bouwen. Het ontwerp kwam van architecten Herman Hendrik Baanders en zoon Herman Ambrosius Jan Baanders. Bij de inventarisatie van gemeentelijke monumenten werd geconstateerd, dat de stijl waarin het gebouwd is uniek is voor Amsterdam.
Het wordt belend door de villa Oude Meer aan de Middenweg, gebouwd naar een ontwerp van Willem Kromhout, ook in de Watergraafsmeerperiode. 

### Jennerstraat 10-28
Het blok Jennerstraat 10-28 is ontworpen door architect Co Franswa. Het maakt deel uit van een pakket van circa dertig woningen aan de Jennerstraat en Röntgenstraat (vernoemd naar Julius Röntgen, die met de achterzijden naar elkaar toestaan (met tussentuinen). Beide blokken hebben een enigszins naar vorenstaand middeldeel die belend wordt door twee achter de rooilijn geplaatste delen. Franswa ontwierp dit in de stijl van de Amsterdamse School, maar door verbouwingen door de jaren heen is een behoorlijk aantal details verloren gegaan. Wel overgebleven zijn twee betonnen sluistenen boven boogvormige portieken aan begin en eind van het blok. Ook een "ribbel" van baksteen in de gevel en het houtwerk rondom vensters doen nog aan de stijl denken. Overige vensters missen in het geheel hun oorspronkelijke verdeling. Hier en daar zijn in de portieken nog mozaïeken te vinden.

## Afbeeldingen

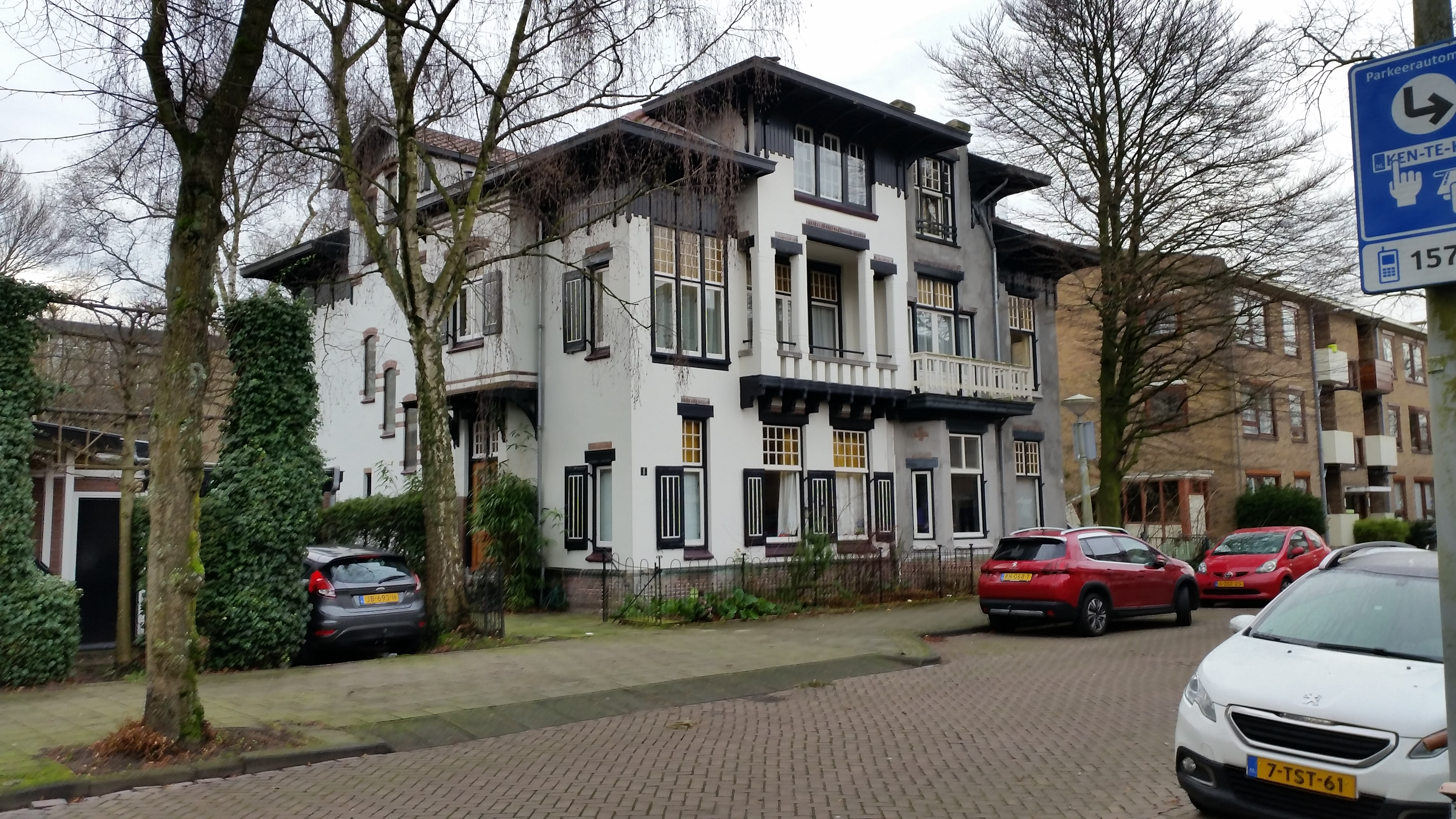
Jennerstraat 1-3 (januari 2020)
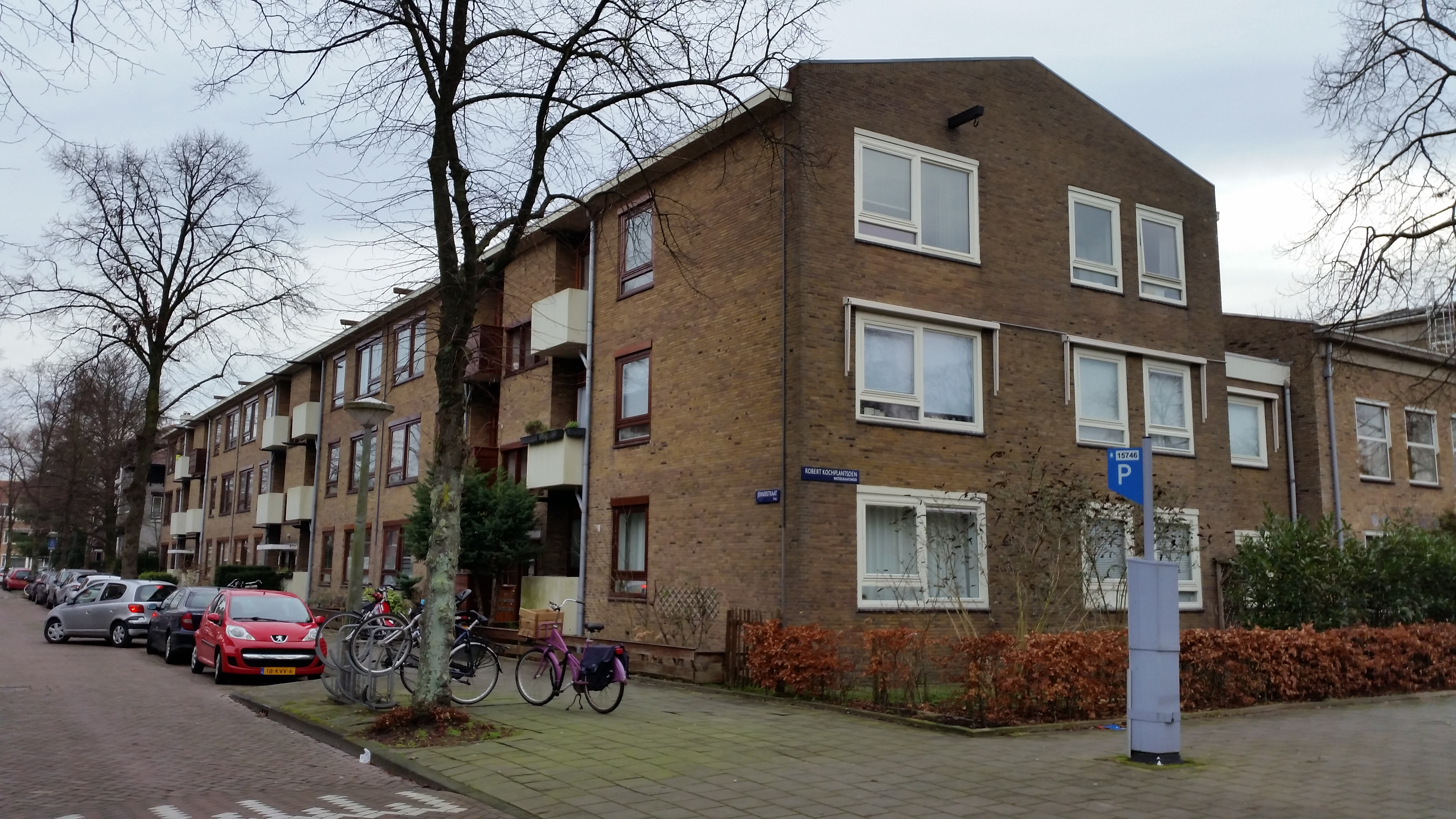
Jennerstraat 5-39 (januari 2020)
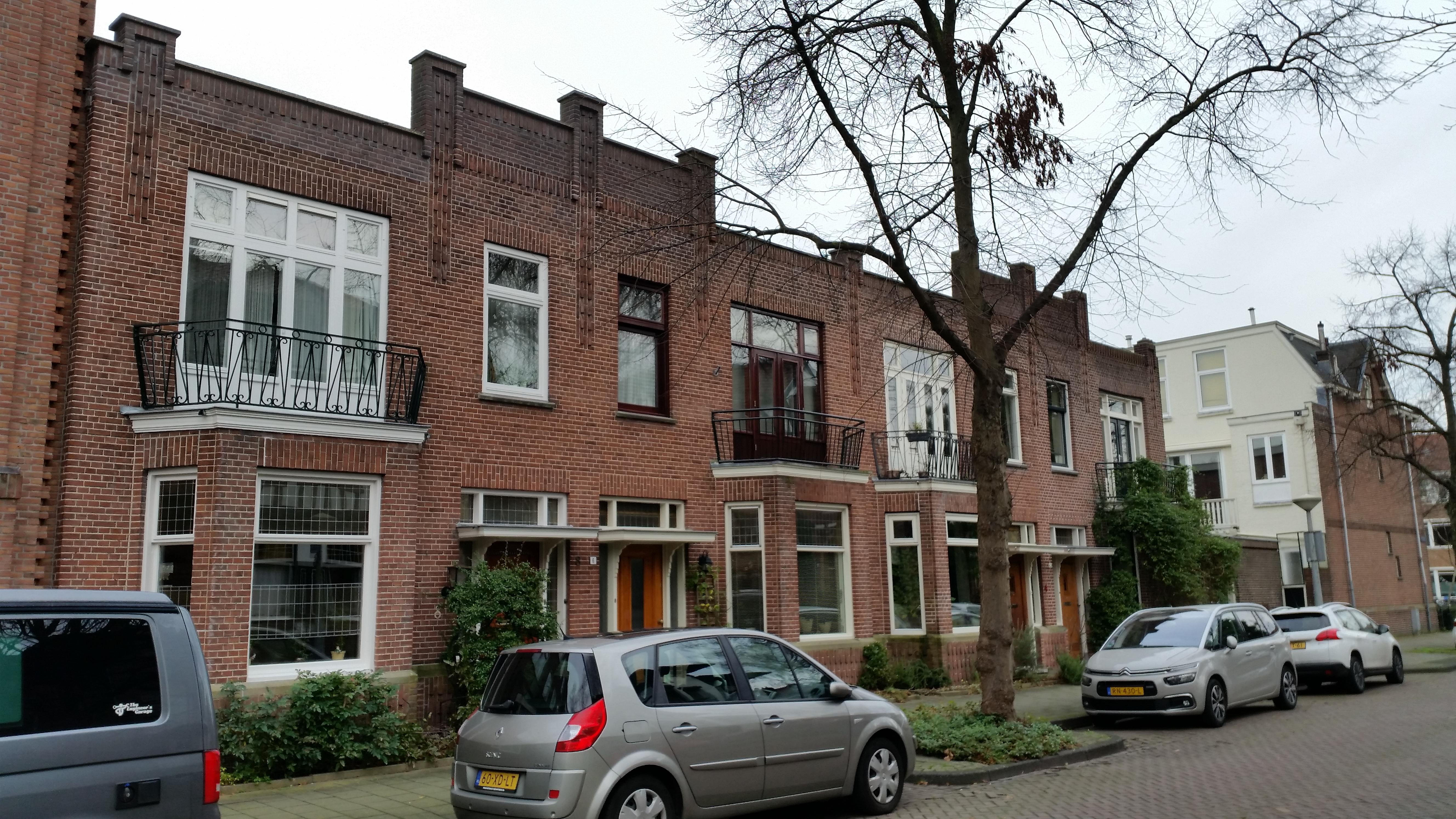
Jennerstraat 2-8 (januari 2020)
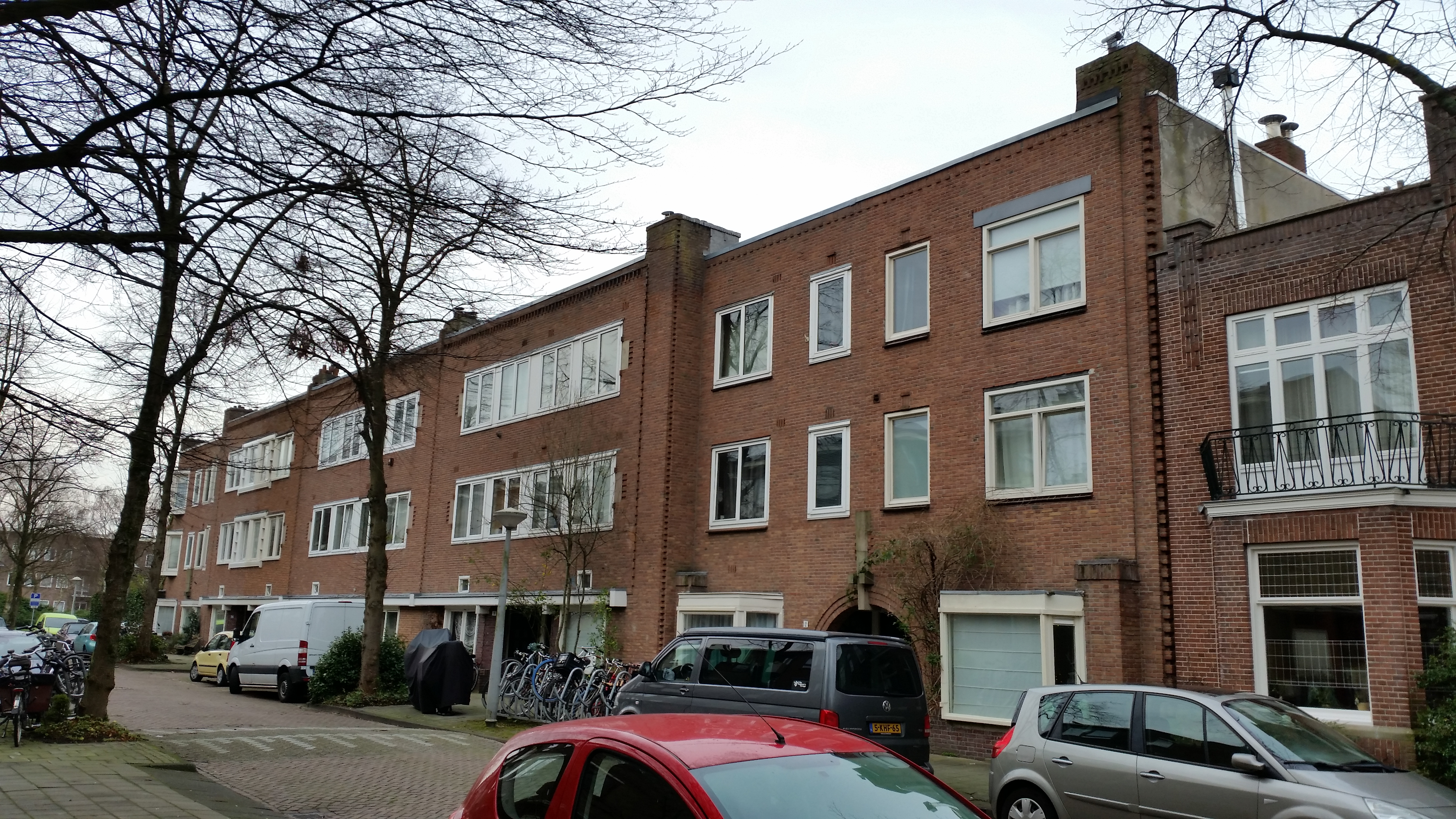
Jennerstraat 10-28 (januari 2020)
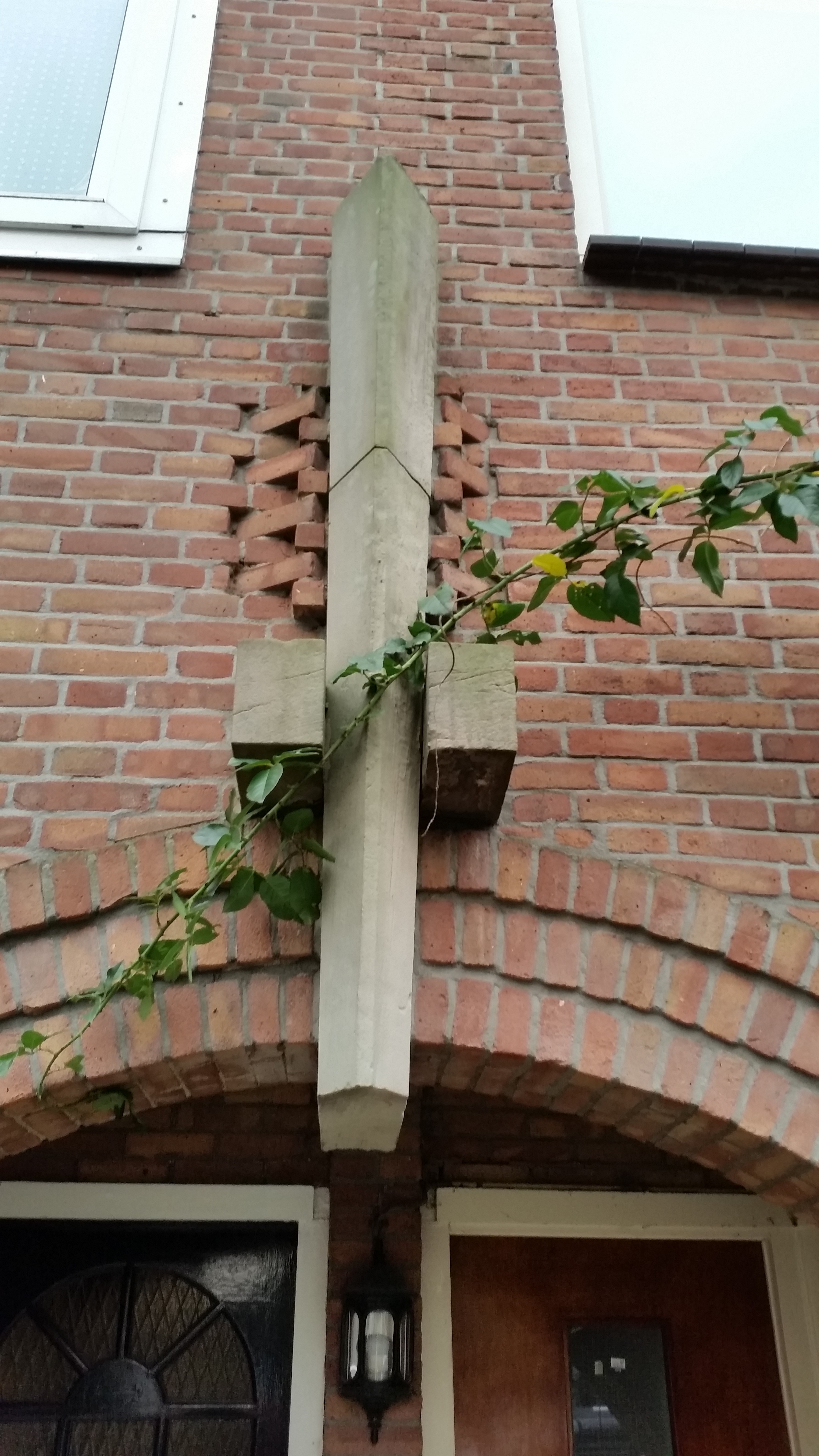
Jennerstraat 10-28, sierlement (januari 2020)